# Kiti Mánver

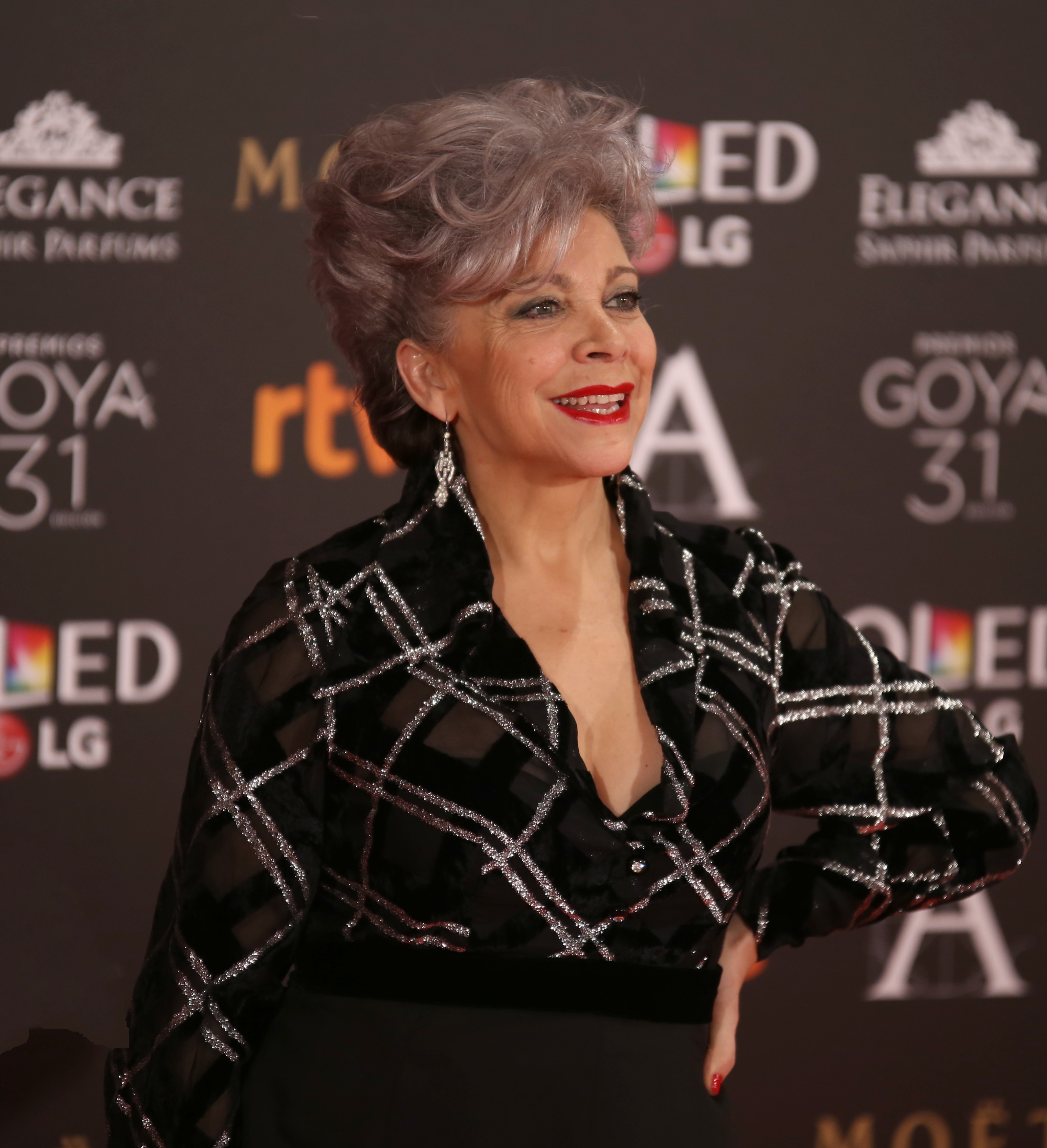
Kiti Manver, 2017

Kiti Mánver (* 11. Mai 1953 in Antequera; eigentlich María Isabel Ana Mantecón Vernalte) ist eine spanische Schauspielerin.
Für ihre Rolle in Todo por la pasta gewann sie 1992 den Goya als beste Nebendarstellerin.
Auch übernahm sie die Hauptrolle in dem Spielfilm Mamacruz (2023).

## Filmographie (Auswahl)
- 1973: Verflucht dies Amerika
- 1984: Womit hab’ ich das verdient? (¿Qué he hecho yo para merecer esto?)
- 1988: Frauen am Rande des Nervenzusammenbruchs (Mujeres al borde de un ataque de nervios)
- 1991: Todo por la pasta
- 1995: Mein blühendes Geheimnis (La flor de mi secreto)
- 1997: Havanna – Stadt unserer Träume (Cosas que dejé en La Habana)
- 2000: Allein unter Nachbarn (La Comunidad)
- 2003: Öffne meine Augen (Te doy mis ojos)
- 2011, 2012–2013: Grand Hotel (Gran Hotel, Fernsehserie)
- 2017–2020: Die Telefonistinnen (Las Chicas del Cable, Fernsehserie, 20 Folgen)
- 2017–2020: Haus des Geldes (La casa de papel, Fernsehserie)
- 2020: Vier Wände für Zwei
- 2023: Mamacruz